# Giro dell'Appennino 1986
Il Giro dell'Appennino 1986, quarantasettesima edizione della corsa, si svolse l'8 giugno 1986, su un percorso di 220 km. La vittoria fu appannaggio dell'italiano Gianni Bugno, che completò il percorso in 5h48'31", precedendo il connazionale Francesco Moser e il danese Jens Veggerby.
I corridori che partirono furono 101, mentre coloro che tagliarono il traguardo di Pontedecimo furono 58.

## Ordine d'arrivo (Top 10)
| Pos. | Corridore          | Squadra                         | Tempo    |
| ---- | ------------------ | ------------------------------- | -------- |
| 1    | Gianni Bugno       | Atala-Ofmega                    | 5h48'31" |
| 2    | Francesco Moser    | Supermercati Brianzoli-Essebi   | s.t.     |
| 3    | Jens Veggerby      | Vini Ricordi-Pinarello-Sidermec | s.t.     |
| 4    | Dag Erik Pedersen  | Ariostea                        | a 22"    |
| 5    | Claudio Corti      | Supermercati Brianzoli-Essebi   | s.t.     |
| 6    | Claudio Savini     | Vini Ricordi-Pinarello-Sidermec | s.t.     |
| 7    | Marco Giovannetti  | Gis Gelati-Oece                 | s.t.     |
| 8    | Bruno Bulić        | Magniflex-Centroscarpa          | s.t.     |
| 9    | Roberto Conti      | Santini-Cierre-Conti-Galli      | a 33"    |
| 10   | Marco Franceschini | Dromedario-Laminox              | a 54"    |